# Sporothrix schenckii
Sporothrix schenckii är en svampart. Sporothrix schenckii ingår i släktet Sporothrix och familjen Ophiostomataceae.

## Underarter
Arten delas in i följande underarter:
- luriei
- schenckii

## Källor

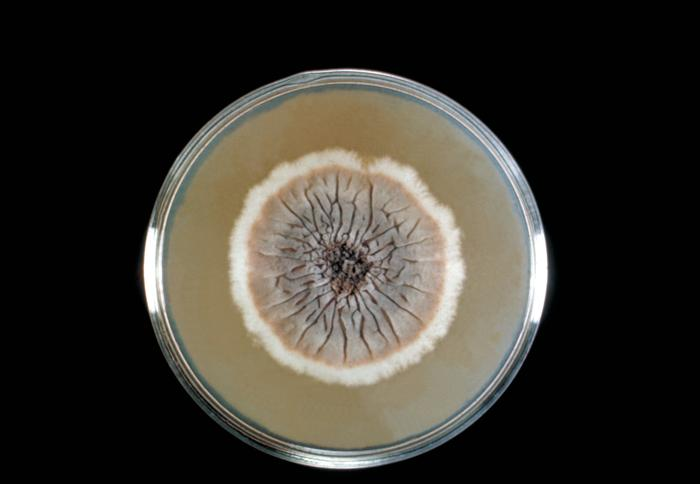